# Sollevamento pesi ai Giochi della XXXII Olimpiade - 64 kg femminile
Le gare di sollevamento pesi della categoria fino a 64 kg femminile dei giochi olimpici di Tokyo 2020 si sono svolte il 27 luglio 2021 presso il Tokyo International Forum.
La vincitrice della gara è stata la canadese Maude Charron.

## Programma
L'orario indicato corrisponde a quello giapponese (UTC+09:00)
| Data           | Ora   | Evento            |
| -------------- | ----- | ----------------- |
| 27 luglio 2021 | 11:50 | Gruppo B          |
| 27 luglio 2021 | 19:50 | Gruppo A (finale) |

## Risultati
| Pos. | Atleta                | Gruppo | Peso  | Strappo (kg) | Strappo (kg) | Strappo (kg) | Strappo (kg) | Slancio (kg) | Slancio (kg) | Slancio (kg) | Slancio (kg) | Totale |
| Pos. | Atleta                | Gruppo | Peso  | 1            | 2            | 3            | Risultato    | 1            | 2            | 3            | Risultato    | Totale |
| ---- | --------------------- | ------ | ----- | ------------ | ------------ | ------------ | ------------ | ------------ | ------------ | ------------ | ------------ | ------ |
|      | Maude Charron         | A      | 63,30 | 102          | 105          | 108          | 105          | 128          | 128          | 131          | 131          | 236    |
|      | Giorgia Bordignon     | A      | 63,70 | 98           | 101          | 104          | 104          | 121          | 126          | 128          | 128          | 232    |
|      | Chen Wen-huei         | A      | 63,90 | 97           | 100          | 103          | 103          | 127          | 130          | 130          | 127          | 230    |
| 4    | Sarah Davies          | A      | 63,90 | 97           | 100          | 100          | 100          | 127          | 127          | 133          | 127          | 227    |
| 4    | Mercedes Pérez        | A      | 63,70 | 101          | 101          | 105          | 101          | 126          | 131          | 131          | 126          | 227    |
| 6    | Angie Palacios        | A      | 63,55 | 100          | 104          | 108          | 104          | 122          | 127          | 127          | 122          | 226    |
| 7    | Elreen Ando           | A      | 63,15 | 96           | 99           | 100          | 100          | 118          | 122          | 122          | 122          | 222    |
| 8    | Marina Rodríguez      | A      | 64,00 | 95           | 98           | 98           | 98           | 118          | 123          | 123          | 123          | 221    |
| 9    | Nuray Levent          | A      | 63,10 | 97           | 100          | 103          | 100          | 116          | 120          | 124          | 120          | 220    |
| 10   | Lisa Schweizer        | A      | 63,60 | 97           | 100          | 102          | 100          | 117          | 121          | 121          | 117          | 217    |
| 11   | Kiana Elliott         | B      | 63,40 | 93           | 97           | 101          | 101          | 108          | 108          | 111          | 108          | 209    |
| 12   | Sema Ludrick          | B      | 64,00 | 87           | 87           | 92           | 87           | 110          | 115          | 118          | 115          | 202    |
| 13   | Yasmin Zammit Stevens | B      | 63,70 | 84           | 84           | 87           | 84           | 101          | 101          | 105          | 105          | 189    |
| –    | Chaima Rahmouni       | B      | 62,90 | 88           | 91           | 93           | 91           | 110          | 110          | 111          | –            | –      |